# Verbalinspiration
Verbalinspiration er tanken om at Bibelen (eller et andet helligt skrift) er udformet ordret efter diktat eller inspiration fra Gud.
Ordet er sammensat af verbal, ord, ordret, mundtlig (senlatin verbalis af latin verbum ord) + inspiration indånding, guddommelig indgivelse (senlatin inspiratio, til latin inspirare (Kilde: Gyldendals Fremmedordbog)
At ordet inspiration anvendes skyldes den latinske oversættelse til inspirata af det græske theopneustos – "indblæst af Gud", som det fremgår af Andet Timotheusbrev (se nedenfor).
Med andre præfikser til inspiration kan der dannes ord for andre typer af denne overdragelse af de hellige tekster, f.eks. realinspiration, personalinspiration og plenarinspiration.

## Kristendom
Verbalinspiration er inden for kristendommen den opfattelse at Gud har indblæst, inspireret, indgivet, nedsendt eller overdraget de bibelske tekster ordret til de personer der har nedskrevet dem.
I Andet Timotheusbrev 3, 16 står der:
- I den græske original Arkiveret 7. november 2005 hos  Wayback Machine:

πᾶσα γραφὴ θεόπνευστος καὶ ὠφέλιμος πρὸς διδασκαλίαν, πρὸς ἐλεγμόν, πρὸς ἐπανόρθωσιν, πρὸς παιδείαν τὴν ἐν δικαιοσύνῃ
(pāsa grafḗ theópneustos kaì ōfélimos pròs didaskalían, pròs elegmón, pròs epanórthōsin, pròs paideían tḕn en dikaiosýnēi)
- I den latinske Vulgata:

Omnis scriptura divinitus inspirata et utilis ad docendum ad arguendum ad corrigendum ad erudiendum in iustitia
- Og i den danske 1992-oversættelse:

Ethvert skrift er indblæst af Gud og nyttigt til undervisning, til bevis, til vejledning og til opdragelse i retfærdighed, ....
Også i Andet Petersbrev og Første Korintherbrev findes steder der kan bruges til at undetstøtte opfattelsen.
- 2 Pet 1,20-21

... Men først skal I gøre jer klart, at ingen selvbestaltet kan tyde nogen profeti i Skriften; for ingen profeti har nogen sinde lydt i kraft af et menneskes vilje, men drevet af Helligånden har mennesker sagt det, der kom fra Gud. ...
Note vedrørende Skriften i " ...tyde nogen profeti i Skriften; ..." (2 Pet 1,20 ovenfor): "... Indtil slutningen af det 2.århundrede er det fremdeles således, at "Skriften" i de kristne menigheder er ensbetydende med den samling, der siden i kirken benævnes Det Gamle Testamente. ..." (Schjørring i Gregersen 1993, s. 33)
- 1 Kor 2,12-13a

... Vi har ikke fået verdens ånd, men Ånden fra Gud, for at vi skal vide, hvad Gud i sin nåde har givet os. Og om dette taler vi ikke med ord, som menneskelig visdom har lært os, men med ord, som Ånden har lært os, og vi tolker det åndelige for åndelige. ...
Læren om verbalinspiration er fra 1600-tallet, altså efter reformationen. Det drejer sig om den opfattelse at teksten i Bibelen er dikteret af Helligånden, mens de bibelske forfattere kun skal forstås som penneførere. Det er ikke de forskellige oversættelser der er 'inspirerede', men den hebraiske og græske grundtekst, hvilket gengav præsterne med kendskab til de hellige sprog en sikker position over for konge, adel og menigheder; en position som præsten i den katolske tid havde haft i kraft af sin ordination.
Verbalinspirationlæren fik den betydning for de nye oversættelser der også kom, f.eks. biskop Hans Poulsen Resen fra 1607, at man stræbte efter at lægge det danske sprog tæt op ad grundteksterne hvad angår grammatik og syntaks. Det kunne give et knudret sprog og gavnede ikke forståeligheden.
Den verbalinspirerede tekst blev nu basis for den efterfølgende ortodoksis teologiske system. (Lindhardt 1979, s. 91)

## Islam
I følge islamisk overlevering hviler Koranen på ærkeenglen Gabriels umiddelbare inspiration til Allahs profet Muhammed, og der kan derfor også være mening i at anvende betegnelsen verbalinspiration om Muhammeds erhvervelse af Koranen, som kan betyde oplæsning, recitation.
Sura 43 vers 2-6 bruges af muslimske teologer til at fastholde fortolkningen af Koranen som den endelige, definitive guddommelige åbenbaring:
(2) Ha Mim
(3) Ved den klare bog (al-kitab)
(4) Vi har visserlig gjort den til en arabisk Qur'an (en klar og tydelig recitation), så at I måske kan forstå
(5) Den er visselig hos Os (bevaret) i Bogens moder, ophøjet (og) fuld af visdom
(6) Skal vi da tage formaningen (dhikr) fra jer og lade jer ude af betragtning, fordi I er et folk af overtrædere?
(Citeret efter Simonsen 2001, s. 28, som bruger den hidtil eneste fuldstændige oversættelse til dansk af A.S.Madsen)
(Sura 43: Engelsk + Arabisk Arkiveret 16. oktober 2005 hos  Wayback Machine – Svensk oversættelse)
Siden skabelsen har Koranen ligget hos Allah som "Bogens Moder" (Umm al-Kitab), og Allah har tidligere sendt dele heraf til andre profeter før Muhammed, bla til Moses.
Den sidste nedsendelse af denne himmelske urtekst eller "Himmelbog" til Muhammed skete som tidligere også brudstykkevis og over en årrække, og da Muhammed anses for at have været analfabet, er opfattelsen at dette styrker ægtheden af det modtagne. Det blev reciteret om og om igen til mundtlig bevarelse, men efterhånden også nedskrevet på kamelknogler og lignende.
En af flere overleveringer "... gør også gældende, at Muhammed selv tog initiativ til, at åbenbaringerne – eller i det mindste en dele af dem – løbende blev nedskrevet. Der berettes bl.a. om, hvordan han skulle have bedt sine skrivere om at tilføje en ny åbenbaring til det, der allerede tidligere var skrevet ned, og at den nye åbenbaring skulle placeres efter dette eller hint vers. Endelig gør traditionen gældende, at Gabriel én gang om året sammen med Muhammed gennemgik, hvad de gennem året var blevet åbenbaret. Hvis overleveringen står til troende, skete dette i Muhammeds sidste leveår to gange! Overleveringen fortæller også, at den inddeling i kapitler og vers, åbenbaringen fik da den blev kodificeret, i sidste ende går tilbage til Gud selv. Koranen hævdes nemlig at være en ordret gengivelse af umm al-kitab, bogens moder, der er på tavler hos Gud selv i himlen og derfor en direkte afskrift af den sande åbenbaring. ..." (Simonsen 2001, s. 35)

## Eksterne links
- Leif G. Jensens afsnit "Guds inspirerede og ufejlbarlige ord" i Cappelørn (1985) : Bibelsyn

Her peges på brug af plenarinspiration ('fuldtallig') som en mulig bedre betegnelse end verbalinspiration
- Bibelen online på dansk: http://www.bibelselskabet.dk/danbib/web/bibelen.htm
- Bibelen online på latin (Vulgata): Fuldstændig – Kun protestantik kanon) Arkiveret 19. august 2005 hos  Wayback Machine – Nova Vulgata – (Kilde: de:Vulgata)
- Et dansk site med teologiske opslag: Katolsk minilexikon Arkiveret 17. januar 2008 hos  Wayback Machine

- Til islamstudier: Islamisk Studiebogssamling – Tim Jensens religionsguide Arkiveret 27. august 2005 hos  Wayback Machine – Papirer, Frb. Seminarium Arkiveret 30. august 2005 hos  Wayback Machine – "Alskens arabisk", SDU Arkiveret 24. juli 2005 hos  Wayback Machine
- Til koranen på internettet: Koranen på flere sprog Arkiveret 31. december 2005 hos  Wayback Machine – Engelsk + Arabisk Arkiveret 26. august 2005 hos  Wayback Machine – Tysk + Arabisk
- Ordbøger, online: Islamisk ordbog, engelsk Arkiveret 23. april 2006 hos  Wayback Machine – Lille islam-ordbog, dansk Arkiveret 11. marts 2005 hos  Wayback Machine